# 412
412 (CDXII) var ett skottår som började en måndag i den julianska kalendern.

## Händelser

### Okänt datum
- Visigoterna, ledda av Alarik I:s svåger Ataulf, förflyttar sig till södra Gallien.
- Ataulf gifter sig med Galla Placidia, syster till kejsar Honorius.
- Usurpatorn Jovinus tar kontrollen över Gallien.
- De romerska forten på västra stranden av Donau, som har raserats av hunnerna, återuppbyggs och en ny flotta börjar trafikera floden.
- Kyrillos blir patriark av Alexandria.
- Biskop Lazarus av Aix-en-Provence och biskop Herodes av Arles förvisas från sina församlingar efter att han anklagats för att vara anhängare av manikeismen.
- Honorius utfördar ett edikt mot donatismen.

## Födda
- 8 februari – Proklos, neoplatonistisk filosof (död 487).
- Merovech, kung över de saliska frankerna från 447 eller 448 till 456 eller 458 (född omkring detta eller föregående år).

## Avlidna
- 15 oktober – Theofilos, patriark av Alexandria.
- Sarus, gotisk general i den romerska armén (stupad i strid).
- Uldin, hövding över hunnerna.